# Морфоген
Морфоген је супстанца чија неуједначена дистрибуција управља обрасцем развоја ткива у процесу морфогенезе или формирања образаца, једног од кључних процеса развојне биологије, успостављања положаја различитих специјализованих типова ћелија унутар ткива. Тачније, морфоген је сигнални молекул који делује директно на ћелије да би произвео специфичне ћелијске одговоре у зависности од његове локалне концентрације.
Типично, морфогене производе ћелије извора и дифундују кроз околна ткива у ембриону током раног развоја, тако да се постављају градијенти концентрације. Ови градијенти покрећу процес диференцијације неспецијализованих матичних ћелија у различите типове ћелија, формирајући на крају сва ткива и органе тела. Контрола морфогенезе је централни елемент у еволуционој развојној биологији (ево-дево).

## Гени и сигнали
Морфоген се шири из локализованог извора и формира градијент концентрације преко ткива у развоју. У развојној биологији, 'морфоген' се ригорозно користи за означавање сигналног молекула који делује директно на ћелије (не путем серијске индукције) да би произвео специфичне ћелијске одговоре који зависе од концентрације морфогена. Ова дефиниција се тиче механизма, а не било које специфичне хемијске формуле, тако да једноставна једињења као што је ретиноична киселина (активни метаболит ретинола или витамина А) такође могу деловати као морфогени. Модел није универзално прихваћен због специфичних проблема са постављањем градијента у ткиву који је назначен у моделу француске заставе и накнадним радом који показује да је градијент морфогена ембриона Дросопхила сложенији него што би то указао на модел једноставног градијента.